# Idriella tropicalis
Idriella tropicalis är en svampart som beskrevs av Lunghini & Rambelli 1978. Idriella tropicalis ingår i släktet Idriella och familjen Helotiaceae.   Inga underarter finns listade i Catalogue of Life.